# Lyndsay Belisle
Lyndsay Belisle (ur. 1 października 1977) – kanadyjska zapaśniczka w stylu wolnym. Olimpijka z Aten 2004, gdzie zajęła jedenaste miejsce w kategorii do 48 kg.
Srebrna medalistka mistrzostw świata w 2006; czwarta w 2001 i 2002. Srebro na igrzyskach panamerykańskich w 2003. Dwa złote medale na mistrzostwach panamerykańskich w 1998 i 2006 roku. Pierwsza w Pucharze Świata w 2003. Druga na uniwersjadzie w 2005 i trzecia na uniwersyteckich MŚ w 2002 roku.